# 10254 Hunsrück
10254 Hunsrück là một tiểu hành tinh vành đai chính với chu kỳ quỹ đạo là 1244.3730144 ngày (3.41 năm).
Nó được phát hiện ngày 29 tháng 9 năm 1973 và named after Hunsrück, a mountain range in Germany.